# 白青乡
白青乡是中国福建省福州市平潭县下辖的一个乡。2021年4月，撤销苏澳镇、平原镇、大练乡、白青乡，设立苏平镇。

## 行政区划
白青乡下辖以下地区：
青峰村、白胜村、白沙村、丰田村、岱峰村、玉堂村、招康村、国彩村、南盘村和东占村。